# Tablet (revista)
Tablet es una revista en línea enfocada en noticias y cultura judía. La revista fue fundada en 2009 y cuenta con el apoyo de la fundación Nextbook. Su editora en jefe es Alana Newhouse.

## Historia
Tablet se fundó en 2009 con el apoyo de la fundación Nextbook, como una versión renovada y centrada en las noticias de la revista literaria judía Nextbook. Sus informes se han centrado en gran medida en las noticias y la cultura judías.
En 2012, Tablet publicó una reseña de Breaking Bad de la autora Anna Breslaw en la que Breslaw criticó a los  sobrevivientes del Holocausto, incluidos los de su familia, como «villanos disfrazados de víctimas que, únicamente por virtud de sobrevivir (muy probablemente por cualquier medio necesario), se sintieron que se habían ganado el derecho a ser héroes [...] intrigantes, indestructibles, tomando y tomando». Jeffrey Goldberg observó en The Atlantic que Tablet había «unido a John Podhoretz de Commentary y Katha Pollitt de The Nation [...] al publicar un ataque vicioso contra los sobrevivientes del Holocausto», y pidió a la revista que publicara una disculpa a los sobrevivientes del Holocausto. En In These Times, la redactora Lindsay Beyerstein describió el artículo como «lo peor que jamás haya publicado Tablet» y «una vergüenza en todos los niveles».
En febrero de 2015, Tablet probó un método de monetización en el que los visitantes al sitio podían leer artículos de forma gratuita, pero debían pagar para comentar en ellos. Comentar cuesta $2 por día, $18 por mes o $180 por año.
En octubre de 2017, Tablet publicó un artículo del colaborador Mark Oppenheimer titulado The Specifically Jewish Perviness of Harvey Weinstein («La perversidad específicamente judía de Harvey Weinstein»). El artículo argumentaba que las agresiones sexuales de Harvey Weinstein eran claramente judías, y David Duke y el neonazi Richard B. Spencer compartieron el artículo favorablemente. Oppenheimer emitió una disculpa por el artículo, que fue descrito en la revista trimestral judía de tendencia izquierdista Jewish Currents como que apoya «un estereotipo antisemita» y evita la discusión sobre «la misoginia rampante que existe tanto en el mundo judío como en el no judío».
En agosto de 2018, mientras Julia Salazar hacía campaña para las elecciones al Senado de Nueva York, Tablet publicó un artículo cuestionando las afirmaciones de Salazar de que era judía e inmigrante. Jewish Currents publicó una entrevista en la que Salazar respondió al artículo de Tablet.
Después del tiroteo de la sinagoga de Pittsburgh en 2018, la editora en jefe de Tablet, Alana Newhouse, y los seis miembros del equipo editorial de la revista viajaron a Pittsburgh para informar sobre el tiroteo y sus consecuencias. Newhouse le dijo a The New York Times que «las historias generales [y] las tendencias generales sobre la radicalización de la derecha» podrían «dejarse para artículos de opinión para más adelante», afirmando que el personal de Tablet estaba «centrado en artículos en los que pudiéramos enraizar en las historias de seres humanos reales afectados de una forma u otra». La cobertura de la revista incluyó informes sobre los funerales de las personas muertas en el tiroteo y una edición especial de su podcast Unorthodox.
En diciembre de 2018, Tablet publicó un artículo sobre la Marcha de las Mujeres en Washington D. C. tras la elección de Donald Trump como presidente. Argumentó que los líderes de la Marcha de las Mujeres habían excluido a las mujeres judías de los puestos de liderazgo y usaban lenguaje antisemita desde que comenzó la organización en 2016. Criticó especialmente las conexiones con Louis Farrakhan. El artículo se produjo después de meses de creciente presión sobre el grupo organizador, incluidos capítulos locales emitiendo críticas y la Organización Nacional de Mujeres finalizando su apoyo financiero al mismo (aunque todavía alentó a los miembros a asistir a los eventos de la Marcha de las Mujers). Los organizadores hablaron en contra de las declaraciones más extremas de Farrakhan, emitieron una disculpa e hicieron cambios organizativos para incluir mejor a los judíos en el liderazgo. Sin embargo, el liderazgo en general no condenó a Farrakhan, un acto que provocó una reacción negativa duradera.
En abril de 2021, Tablet publicó un artículo de los investigadores detrás de un estudio que encontró que, en contraste con el consenso general de que la educación reduce el antisemitismo, las personas con mayor educación pueden ser más antisemitas. La encuesta se basó en el concepto de doble moral e hizo preguntas a los encuestados mientras les mostraba uno de dos ejemplos, donde solo uno estaba relacionado con el judaísmo; por ejemplo, una pregunta preguntó si las reuniones públicas durante la pandemia de COVID-19 «representaban una amenaza para la salud pública y deberían haberse evitado», y proporcionó como ejemplos las protestas Black Lives Matter o los funerales judíos ortodoxos. Los investigadores afirmaron en Tablet que los encuestados deberían haber respondido de manera similar independientemente de los ejemplos dados, y que las tendencias de los encuestados a aplicar los principios con más dureza a los judíos que a los no judíos era una indicación de antisemitismo.
El 29 de septiembre de 2022, la Asociación de Estudios Judíos (AJS) «detuvo» una relación con Tablet que había permitido a la revista colocar anuncios a través de AJS. La pausa se produjo en respuesta a las quejas de los miembros de AJS sobre el contenido publicado por Tablet; la revista progresista Jewish Currents informó que las críticas se centraron en los artículos publicados en Tablet en los últimos 5 años. Jewish Currents también señaló en un boletín electrónico que varios colaboradores de Tablet son partidarios de Donald Trump y afirmó que «gran parte del contenido de la revista se centra en denunciar el 'wokeísmo' liberal», argumentando que aunque Tablet inicialmente »ganó reputación por publicar contenido artístico y cultural de alta calidad», una línea editorial conservadora se hizo más pronunciada durante la presidencia de Donald Trump.

### Entrevistas notables
- Walter Abish[20][21]
- Mike Stoller[22][23]
- Seymour Stein[24][25]
- Naomi Alderman[26]
- Shimon Peres[27][28]
- Adina Bar-Shalom[29][30]

## Personal
La jefe de redacción de Tablet es Alana Newhouse. Su esposo, David Samuels, es editor literario. Liel Leibovitz es editor general y Lee Smith es colaborador.
En 2011, Tablet anunció que Jeffrey Goldberg trasladaría su blog del sitio web de The Atlantic a Tablet. Goldberg corroboró el anuncio en junio de 2011. Sin embargo, nunca tomó esta acción y continuó publicando en The Atlantic. En mayo de 2016, después de que el editor literario de Tablet, David Samuels, publicara un perfil del asesor de Obama Ben Rhodes en The New York Times Magazine que describía a Goldberg como un «informante del Beltway cuidadosamente seleccionado» que ayudó a «revelar» los argumentos de la administración Obama en apoyo de la acuerdo con Irán, Goldberg atribuyó la caracterización negativa a un «rencor personal de larga data» que Samuels tenía como resultado de la decisión de Goldberg de no pasar a Tablet.
Sasha Senderovich y Shaul Magid se han vuelto críticos con Tablet después de contribuir inicialmente con su trabajo. Senderovich abandonó la revista tras una serie de artículos de 2017 en los que Liel Leibovitz defendía al asesor de Trump, Sebastian Gorka, mientras que Magid se fue en 2021 tras sentir que su crítica interna al contenido conservador era ineficaz.
El establo de colaboradores y editores colaboradores de Tablet incluye a los escritores de ficción Howard Jacobson, Dara Horn, David Bezmozgis, Ayelet Tsabari, Etgar Keret, y Ben Marcus, los académicos Anthony Grafton, Elisa New, Bernard-Henri Lévy, Edward Luttwak, Walter Russell Mead, Norman Doidge, Jacob Soll, Michael Lind, Natalie Zemon Davis, los novelistas Marc Weitzmann, y Kinky Friedman, los críticos Marco Roth, y J. Hoberman, y el dibujante Jules Feiffer.
|